# 关帝庙 (宁波)
29°52′12.102″N 121°32′19.697″E / 29.87002833°N 121.53880472°E
宁波关帝庙祭祀关羽，位于中国浙江省宁波市海曙区柳汀街98号，是月湖柳汀上的三座祠庙之一，位于最东侧，陆殿桥西堍，西侧为纪念唐朝诗人贺知章的贺秘监祠和佛教居士林。2001年8月，宁波关帝庙被公布为海曙区文物保护单位。

## 历史
关帝庙始建于明崇祯三年（1630），清康熙年间（1662－1722）重建。1994年重修后由粮食部门辟为商场。2004年再次修茸后，使用权划归佛教居士林。

## 建筑
关帝庙坐北朝南，格局规整,包括大门、戏台、正殿及左右厢房。